# Carl Ikeme
Carl Ikeme (Sutton Coldfield, Inglaterra, 8 de junio de 1986) es un exfutbolista inglés, de origen nigeriano. Jugaba de portero y su último equipo fue el Wolverhampton Wanderers.

## Selección nacional
Ha sido internacional con la selección de fútbol de Nigeria.

## Clubes
| Club                         | País       | Año       |
| ---------------------------- | ---------- | --------- |
| Wolverhampton Wanderers      | Inglaterra | 2003-2018 |
| Accrington Stanley (cedido)  | Inglaterra | 2004      |
| Stockport County (cedido)    | Inglaterra | 2005-2006 |
| Charlton Athletic (cedido)   | Inglaterra | 2009      |
| Sheffield United (cedido)    | Inglaterra | 2009      |
| Queens Park Rangers (cedido) | Inglaterra | 2010      |
| Leicester City (cedido)      | Inglaterra | 2010      |
| Middlesbrough FC (cedido)    | Inglaterra | 2011      |
| Doncaster Rovers (cedido)    | Inglaterra | 2011      |
| Doncaster Rovers (cedido)    | Inglaterra | 2012      |

## Palmarés

### Campeonatos nacionales
| Título                       | Club                    | País       | Año  |
| ---------------------------- | ----------------------- | ---------- | ---- |
| Football League Championship | Wolverhampton Wanderers | Inglaterra | 2009 |
| Football League Championship | Wolverhampton Wanderers | Inglaterra | 2018 |